# Chota Imambara

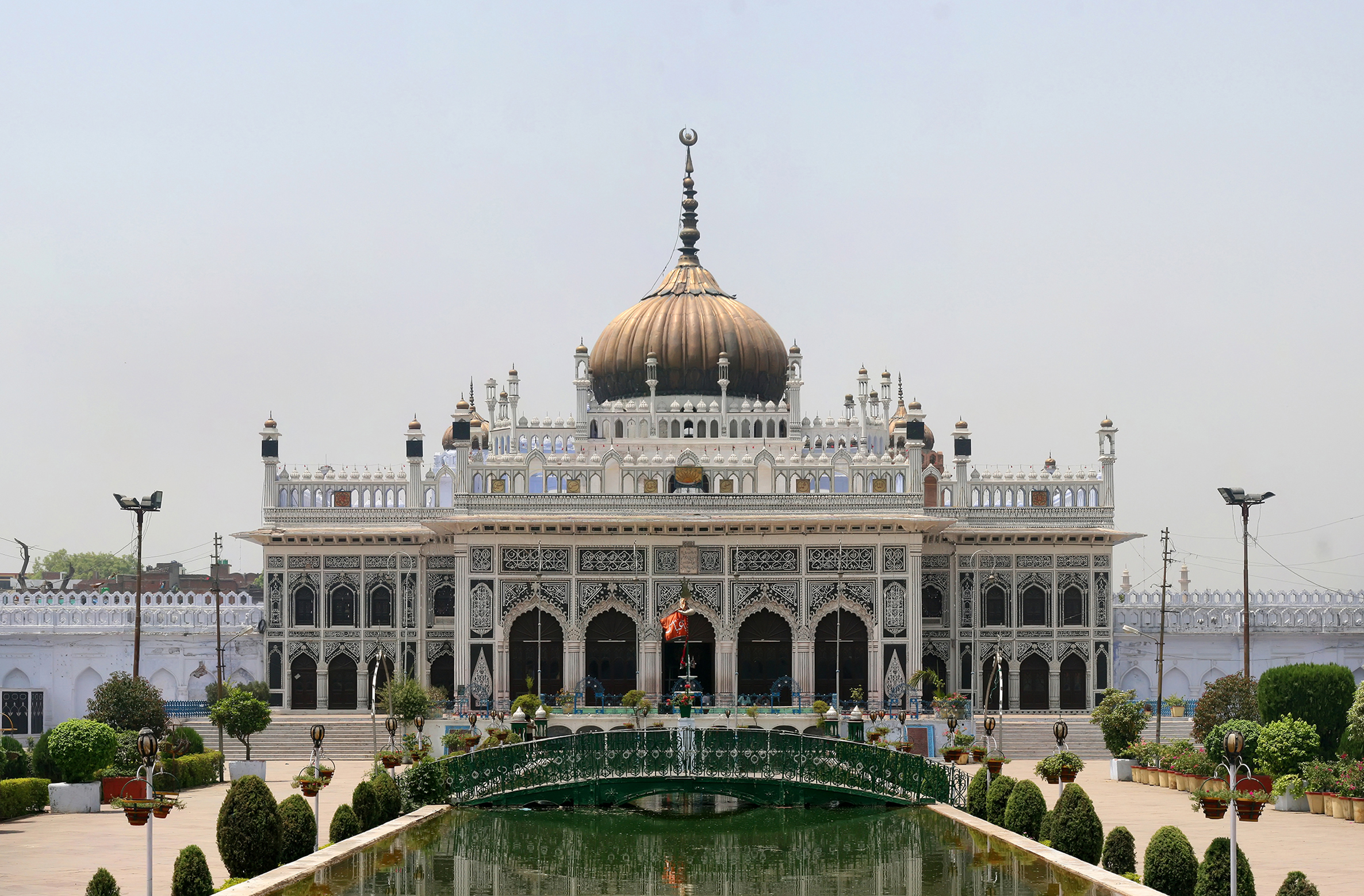
Chota Imambara, Lucknow

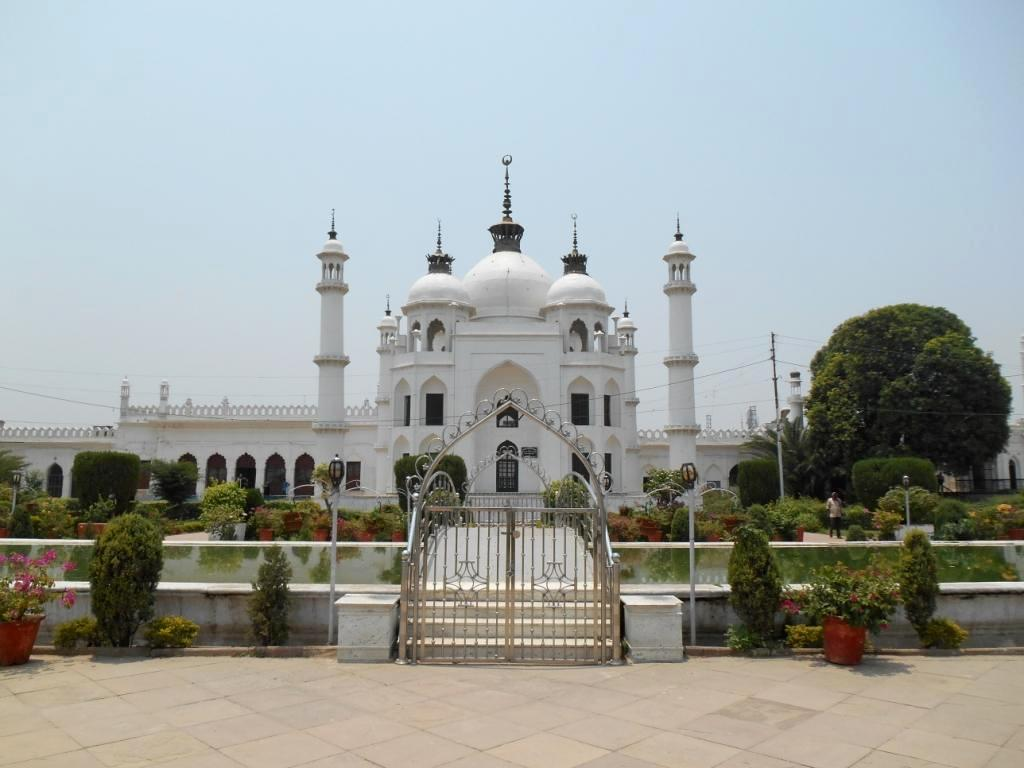
Tomba della principessa Zinat Asiya, figlia del re Mohammad Ali Shah Bahadur (3 ° re di Awadh). Replica di Taj Mahal.

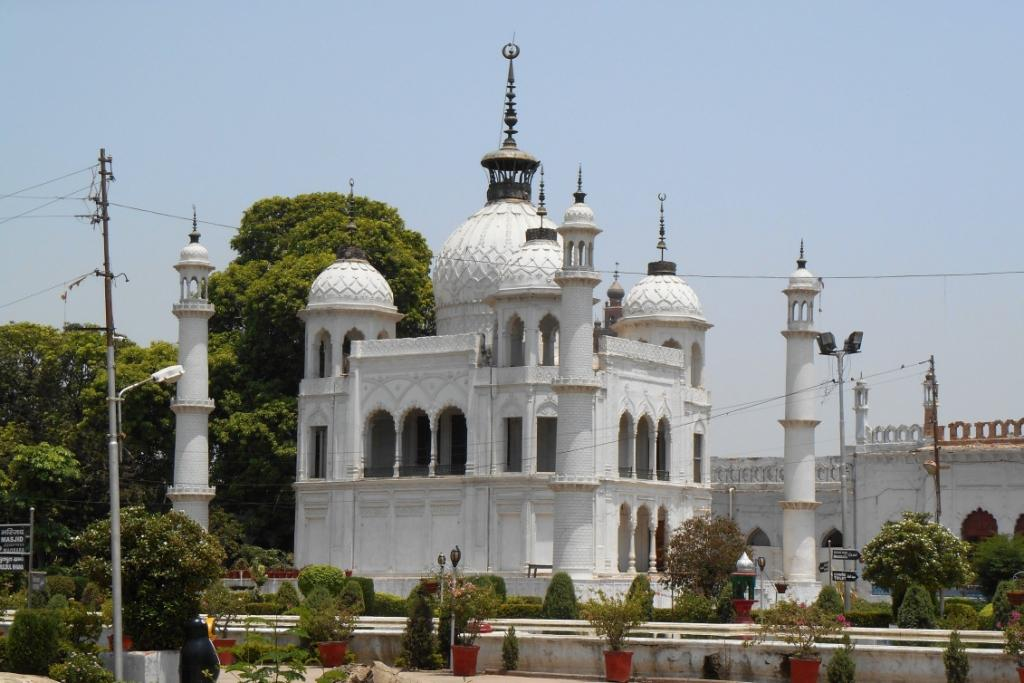
Tesoro o edificio opposto.

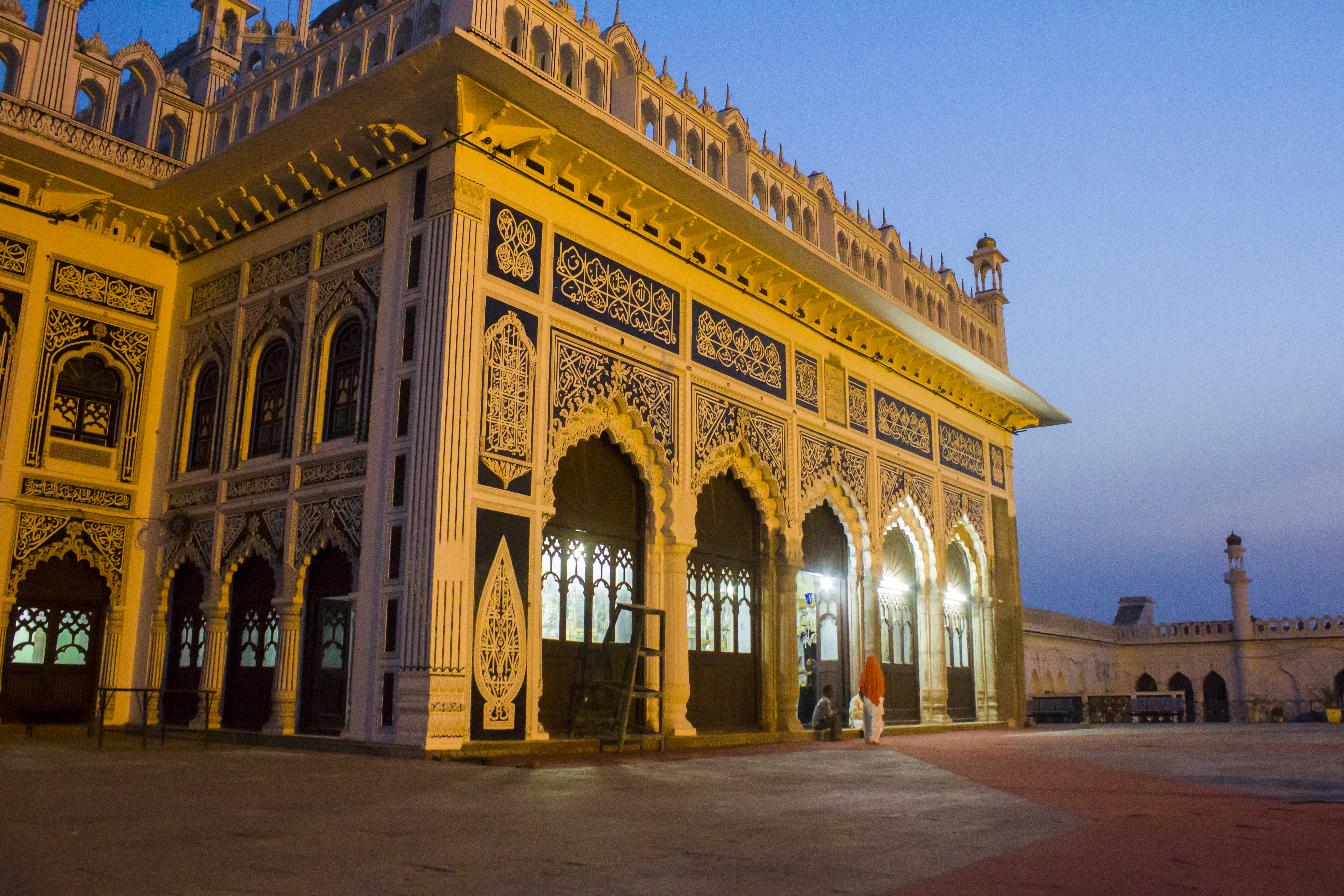
Chota Imambara a Lucknow.

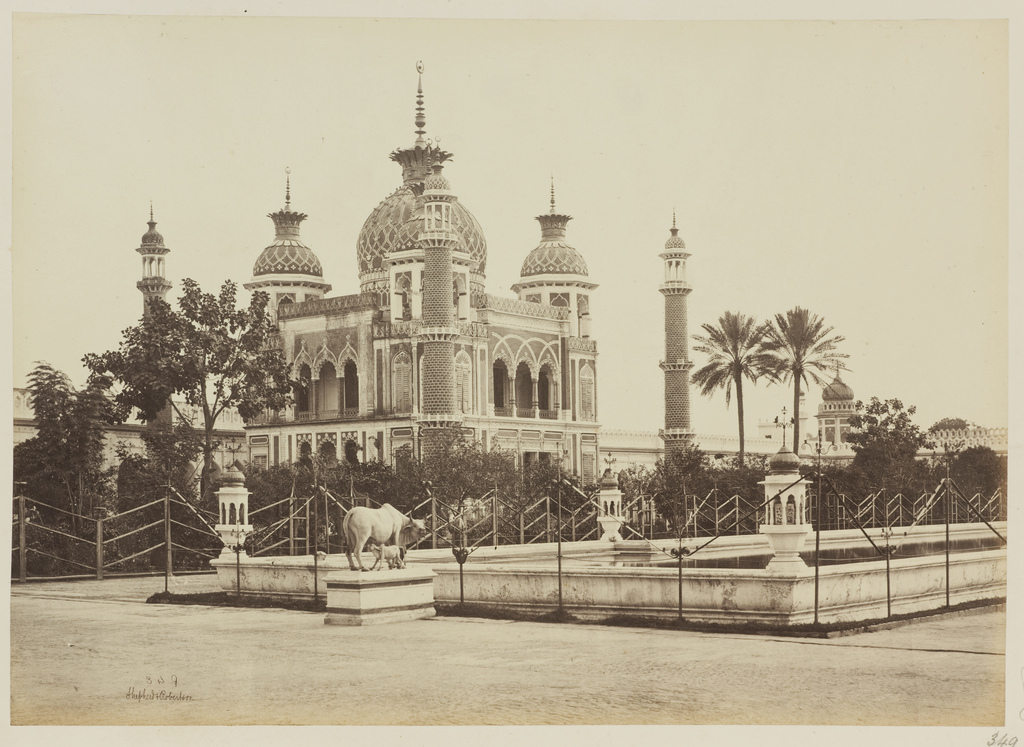
Jawab di fronte alla tomba di Zinat Asiya nel complesso Husambabad Imambara (1862)

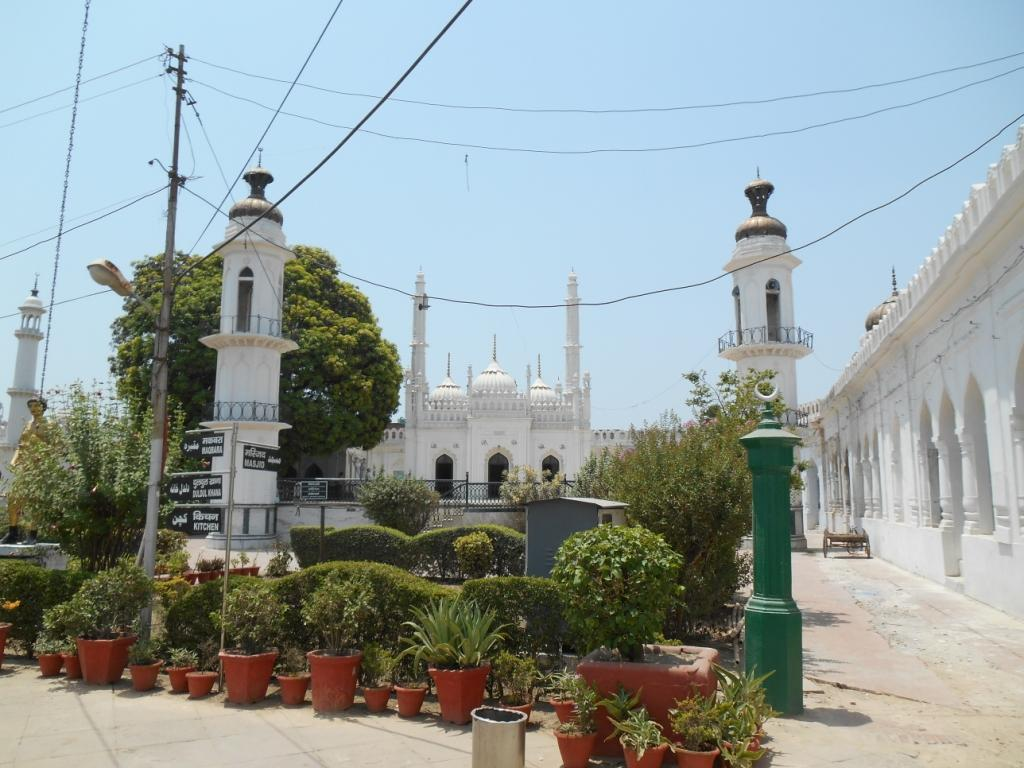
Moschea Husainabad.

La Chota Imambara, nota anche come Imambara Hussainabad Mubarak è un imponente monumento situato nella città di Lucknow, nell'Uttar Pradesh, in India. Costruita come un imambara o sala della congregazione per i musulmani sciiti, da Muhammad Ali Shah, il Nawab di Awadh nel 1838, doveva servire come mausoleo per se stesso e sua madre, che è sepolta accanto a lui.
L'importanza di Panjetan, i cinque santi, è sottolineato qui con cinque porte principali. Questa Imambara è composta da due sale e una Shehnasheen (una piattaforma dove è custodita la Zarih dell'Imam Husain) Zarih è la replica di quella griglia o struttura protettiva che è conservata sulla tomba dell'Imam Husain a Karbala, in Iraq. La grande sala bordata di verde e bianco di Azakhana è riccamente decorata con candelieri e un buon numero di candelabri di cristallo. In effetti, fu per questa ricca decorazione che l'Imambara fu definita dai visitatori e dagli scrittori europei come Il Palazzo delle Luci. L'esterno è splendidamente decorato con versetti coranici nella calligrafia islamica. 

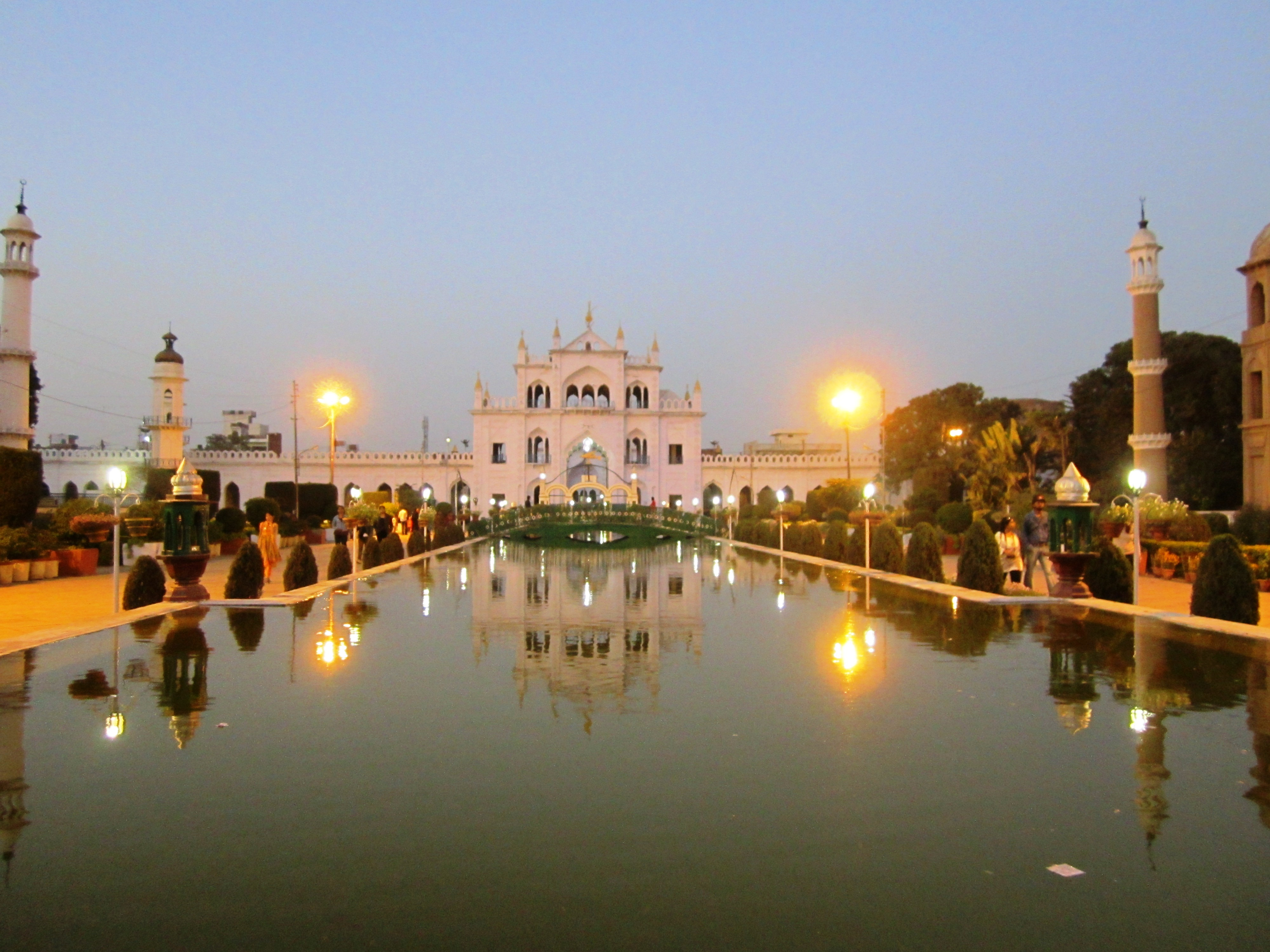
Naubat Khana o gateway cerimoniale a Chhota Imambara.

Si trova vicino alla Bara Imambara e sulla strada di collegamento si erge un imponente portale noto come Rumi Darwaza. L'edificio è anche conosciuto come il Palazzo delle Luci a causa delle sue decorazioni e dei candelieri durante le feste speciali, come Muharram.
I lampadari usati per decorare l'interno di questo edificio sono stati portati dal Belgio. All'interno dell'edificio si trovano anche la corona di Muhammad Ali Shah e le cerimonie taziali. Migliaia di lavoratori hanno lavorato al progetto per ottenere sollievo dalla carestia.
Ha una cupola dorata e diverse torrette e minareti. Le tombe di Muhammad Ali Shah e di altri membri della sua famiglia si trovano all'interno dell'imambara. Questo include due repliche del Taj Mahal, costruito come le tombe della figlia di Muhammad Ali Shah e di suo marito. Le pareti sono decorate con calligrafia araba.
L'approvvigionamento idrico per le fontane e i corpi idrici all'interno dell'imambara proveniva direttamente dal fiume Gomti.

## Tomba della principessa Zinat Asiya, figlia del re Mohammad Ali Shah Bahadur (3 ° re di Awadh). / Replica del Taj Mahal
Questa struttura funge da mausoleo per quattro tombe, del figlio, della figlia e del genero del re Mohammed Ali Shah e una delle dame. Questa è la copia in scala ridotta del Taj Mahal.

## La stanza del tesoro
Quest'altra struttura di fronte alla tomba fu costruita per la simmetria architettonica e l'equilibrio dell'Imambara. È stata usata come stanza del tesoro.

## Moschea Husainabad
Questa moschea è costruita su un'alta piattaforma con due grandi minareti sul bordo della piattaforma. Questa moschea è splendidamente decorata con disegni floreali e calligrafia coranica.

## Satkhanda

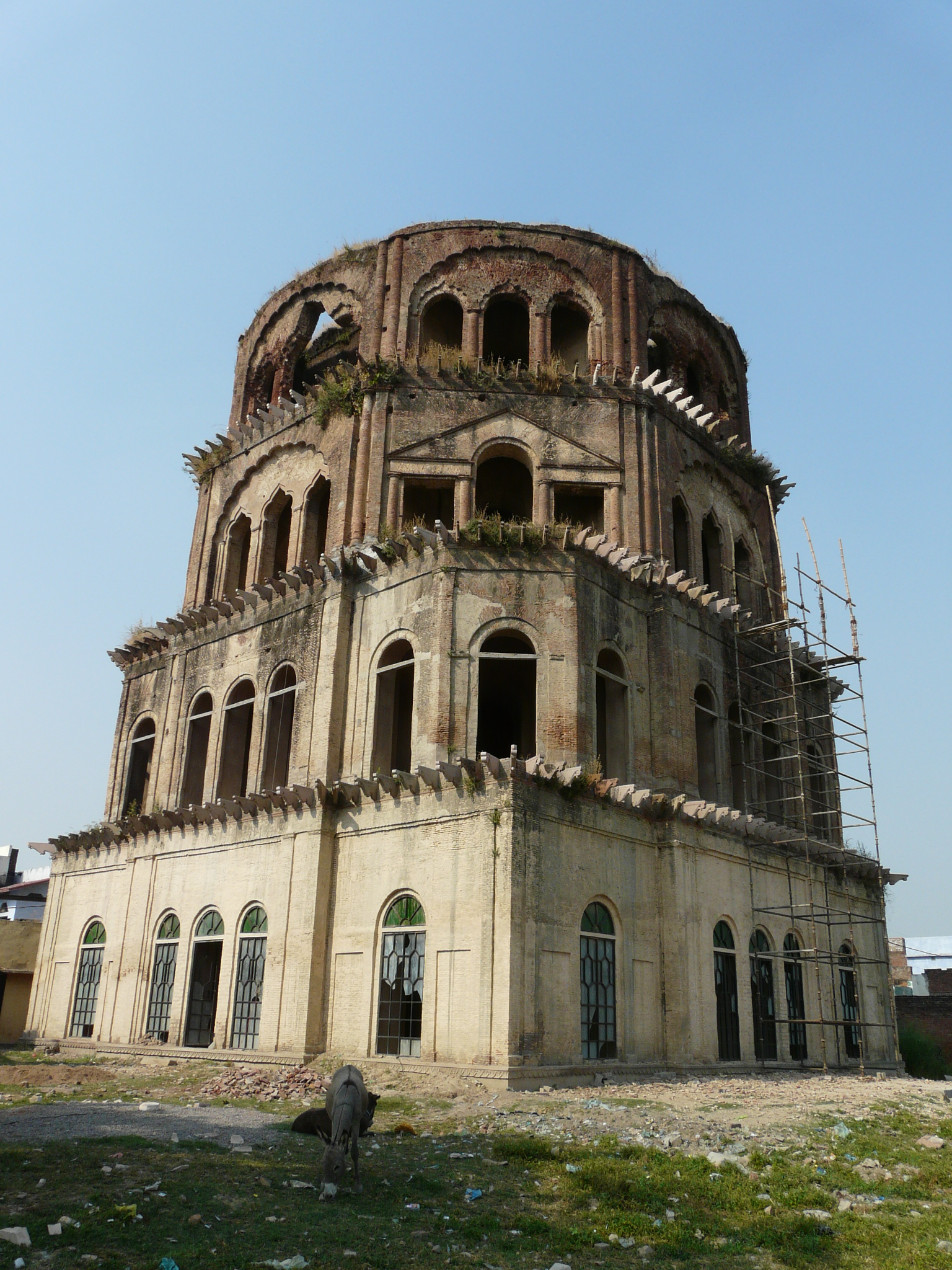
Satkhanda, la torre di guardia incompleta e l'osservatorio lunare

Fuori dall'Imambara si trova la torre di guardia chiamata Satkhanda o torre di sette piani. Anche se si chiama Satkhanda, ha solo quattro piani, poiché la costruzione della torre fu abbandonata alla morte di Ali Shah. Satkhanda fu costruita tra il 1837 e il 1842 al tempo di Muhammad Ali Shah. Voleva renderlo uguale a Qutub Minar di Delhi e alla torre pendente di Pisa. Il suo scopo principale era l'osservazione lunare.

## Restauro improprio
L'edificio è stato rinnovato; tuttavia, il restauro è stato criticato. Nel 2016 The Economist ha scritto che "[questo edificio] è stato recentemente" riparato "con cemento moderno, demolendo i suoi sottili intonaci".

## Galleria d'immagini

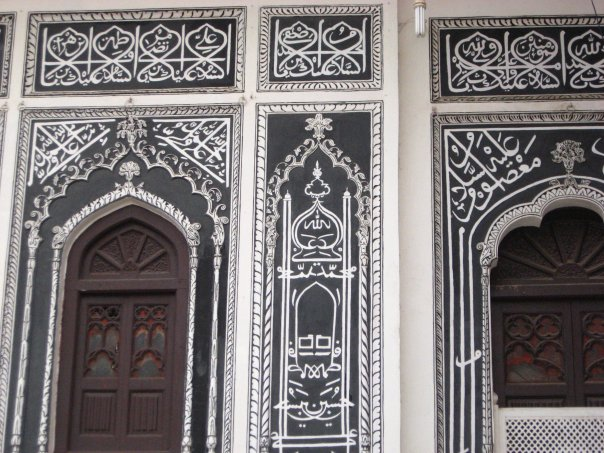
Dettagli di calligrafia arab
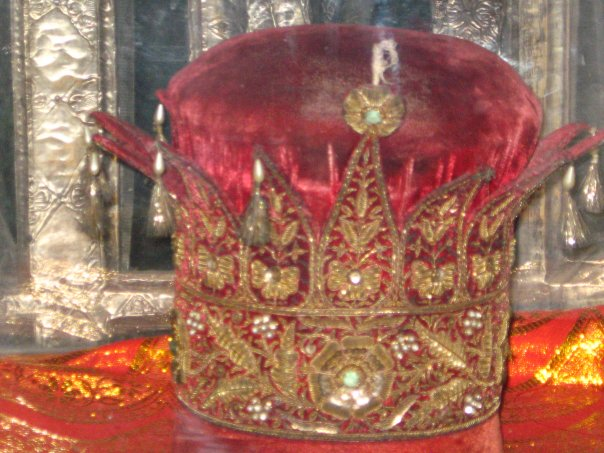
La corona di Muhammad Ali Shah, III nawab di Awadh, (1837-1843)
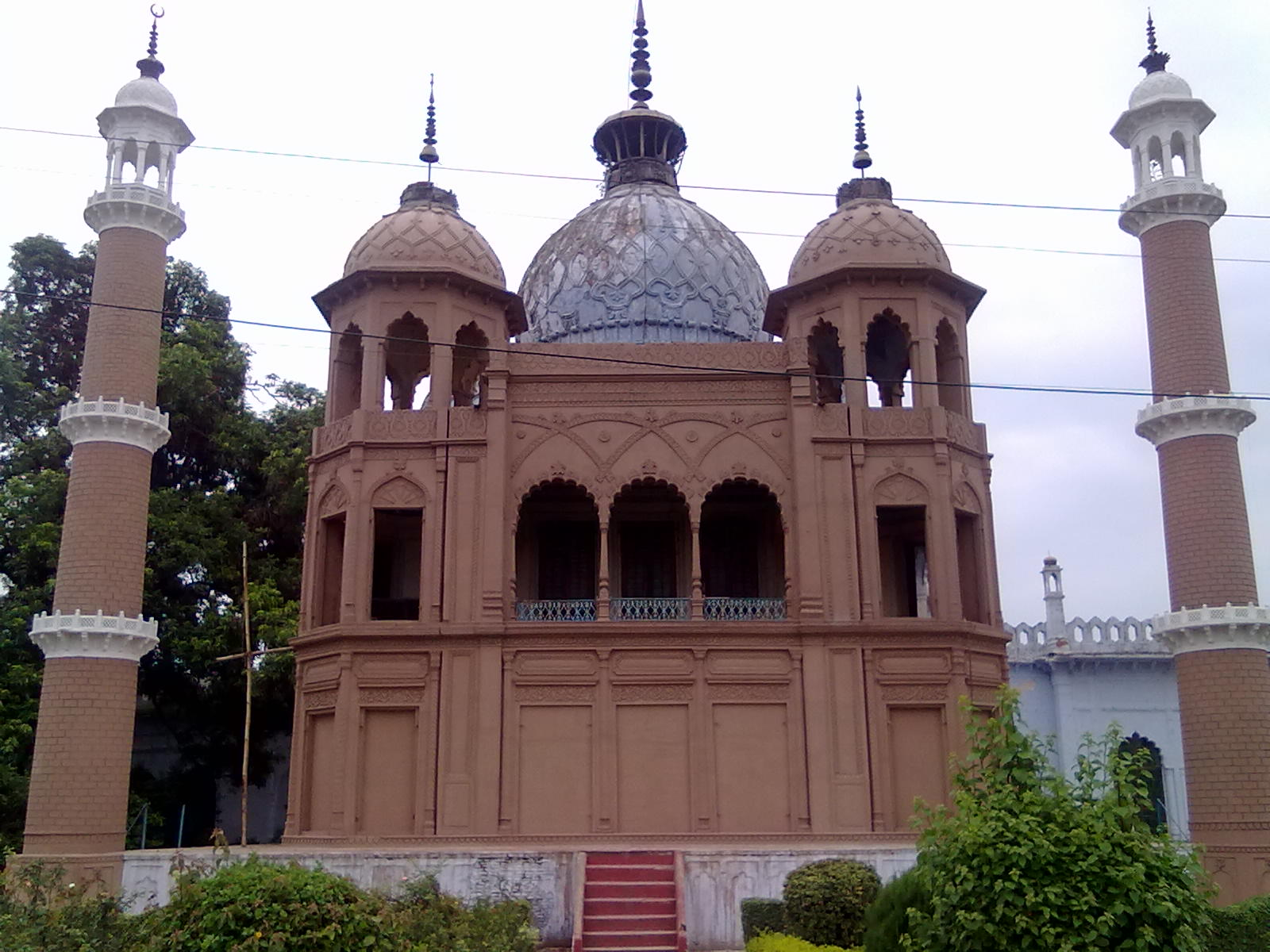
Una delle tombe gemelle del complesso
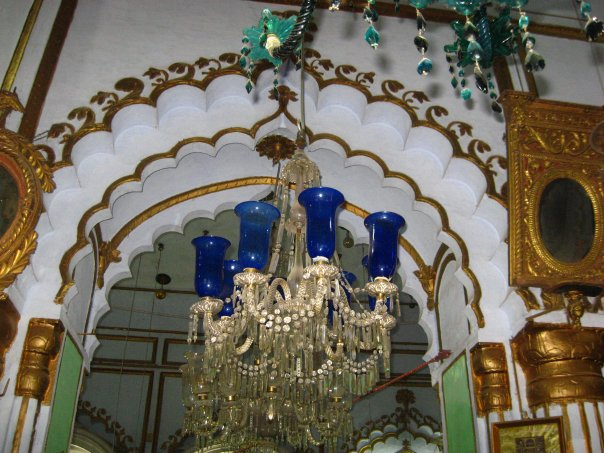
Candelieri
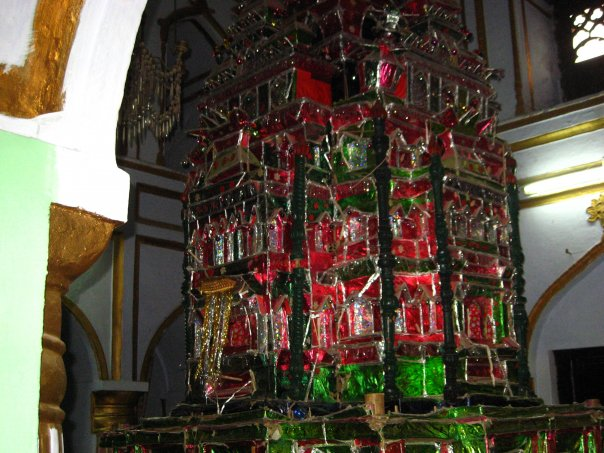
Tazia nell'atrio principale
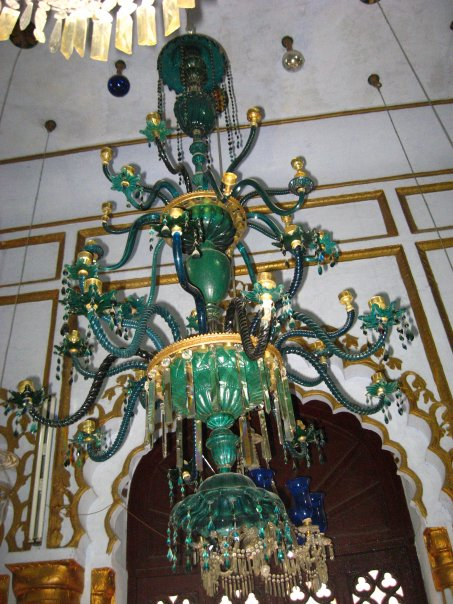
Candelieri
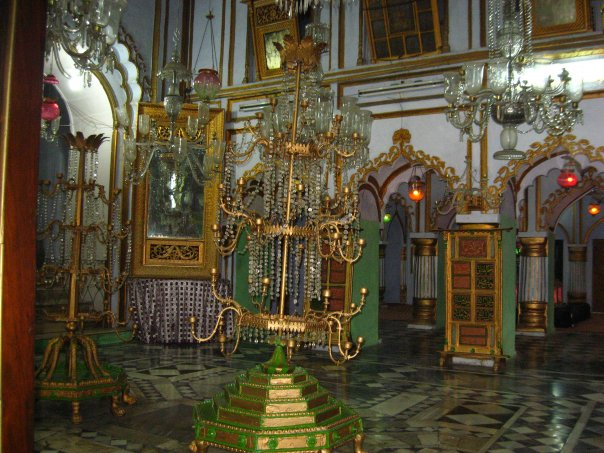
Candelieri a pavimento
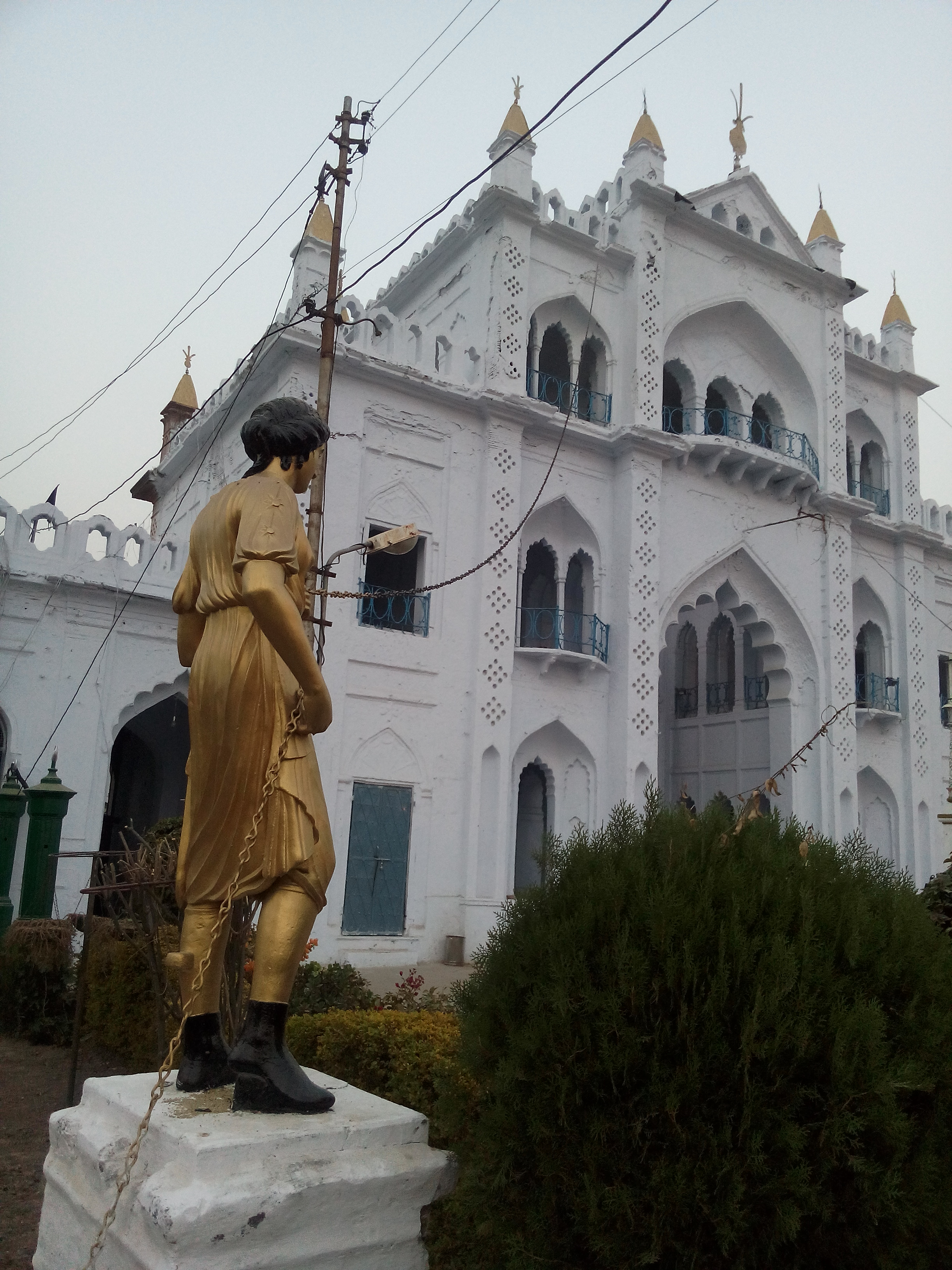
Una statua che sorregge una catena come messa a terra preso l'ingresso principale
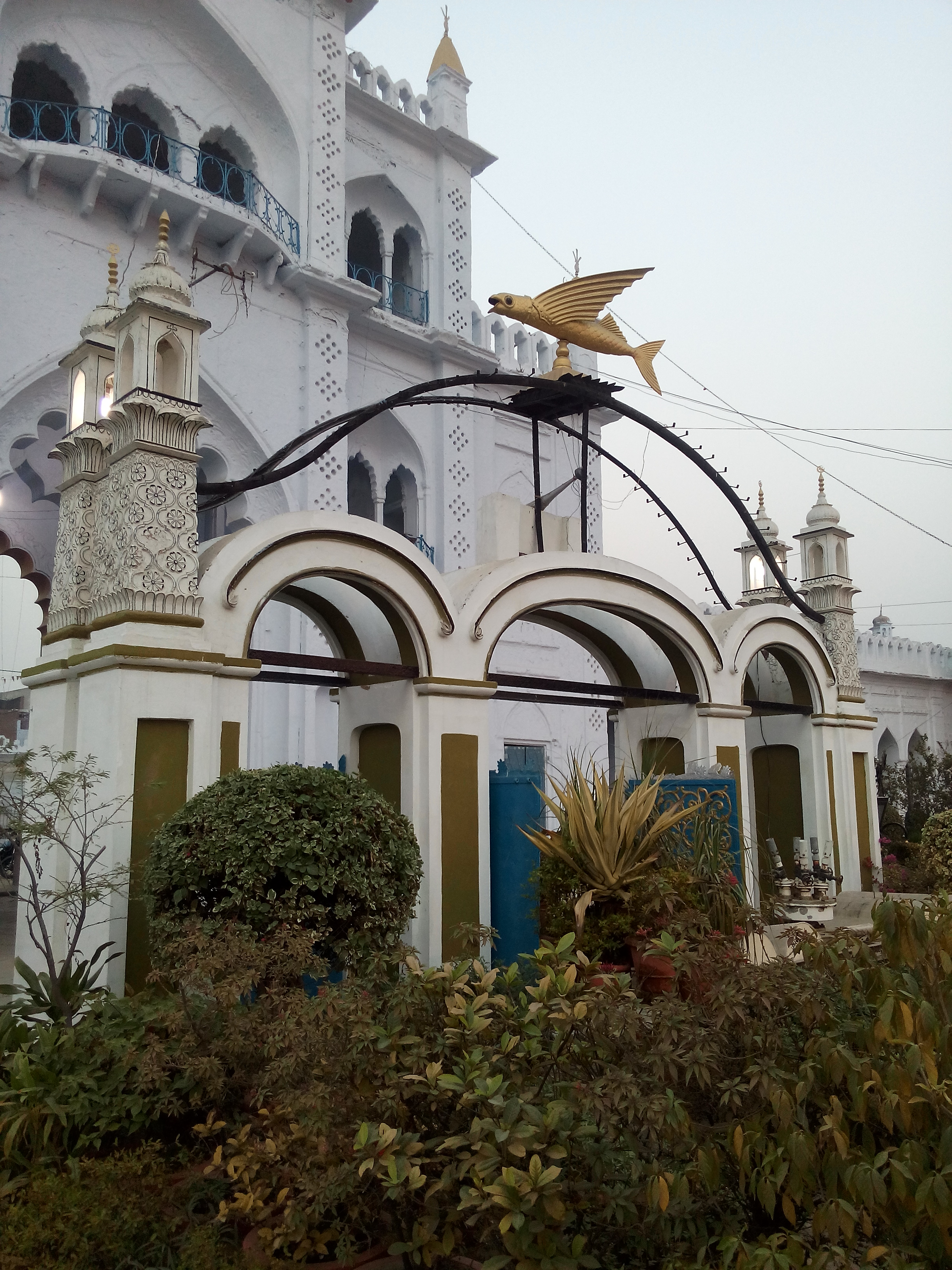
Un anemometro in forma di pesce all'ingresso principale
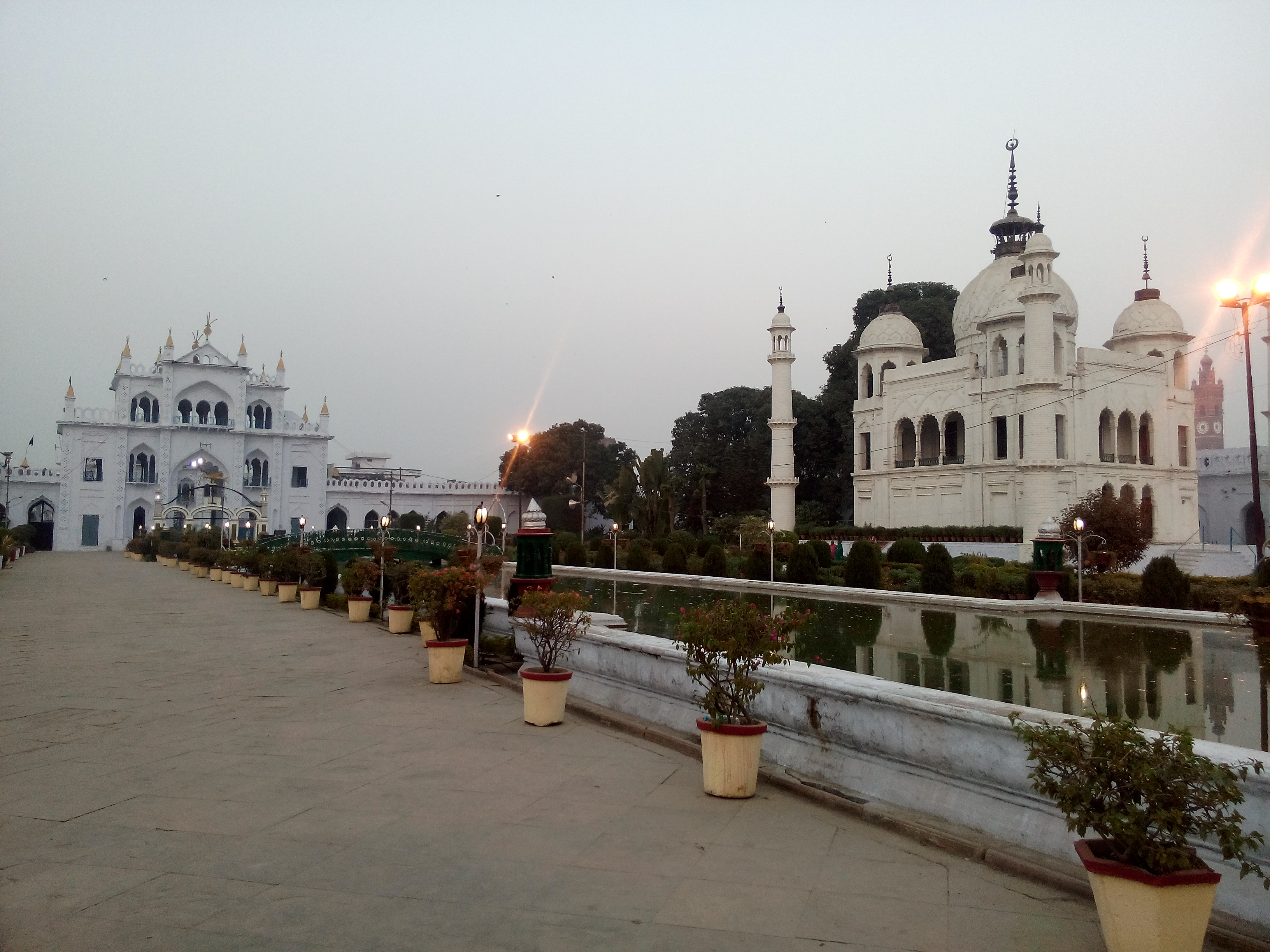
Uno stagno nel cortile
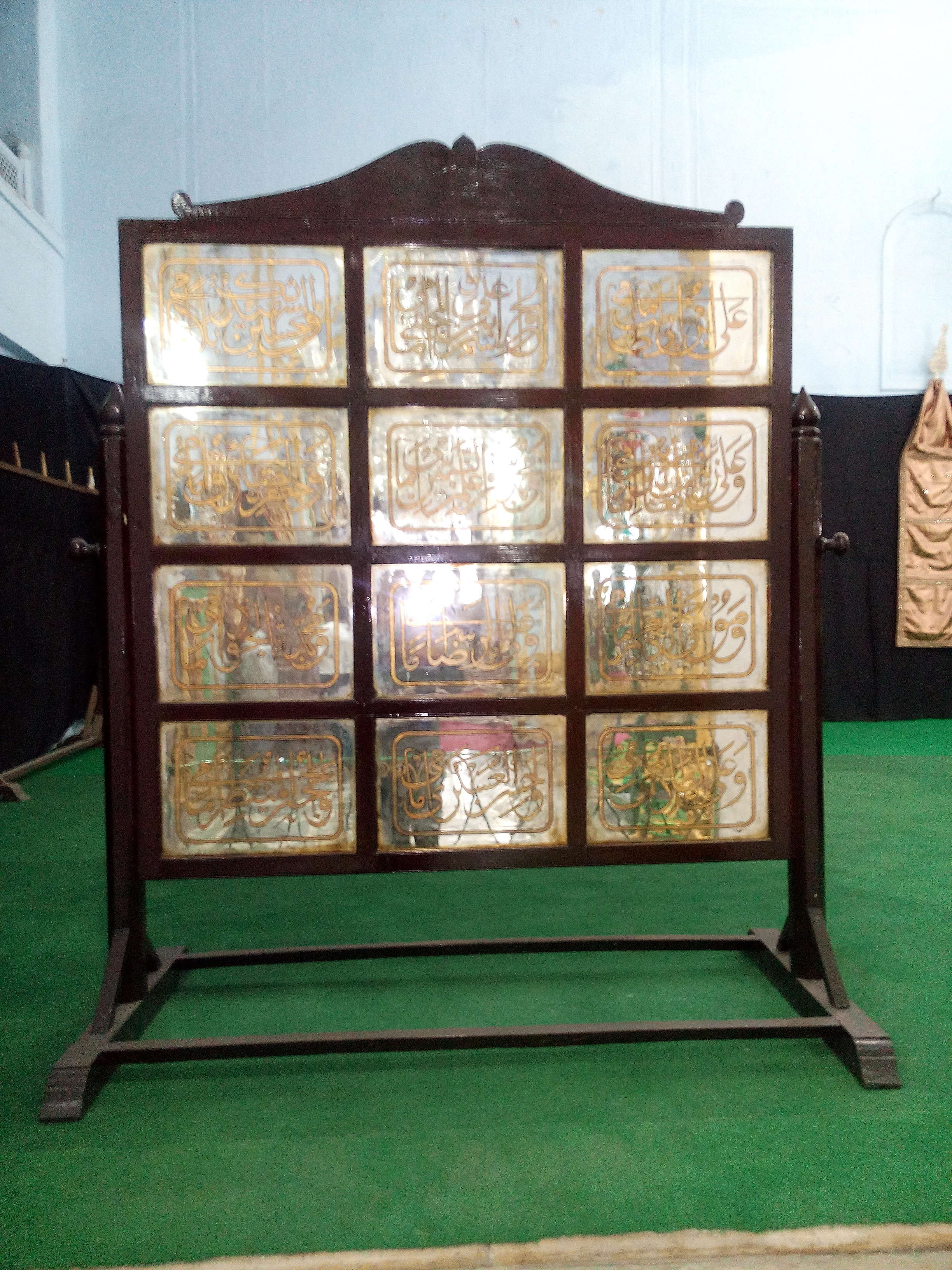
I nomi dei Dodici Imam in arabo
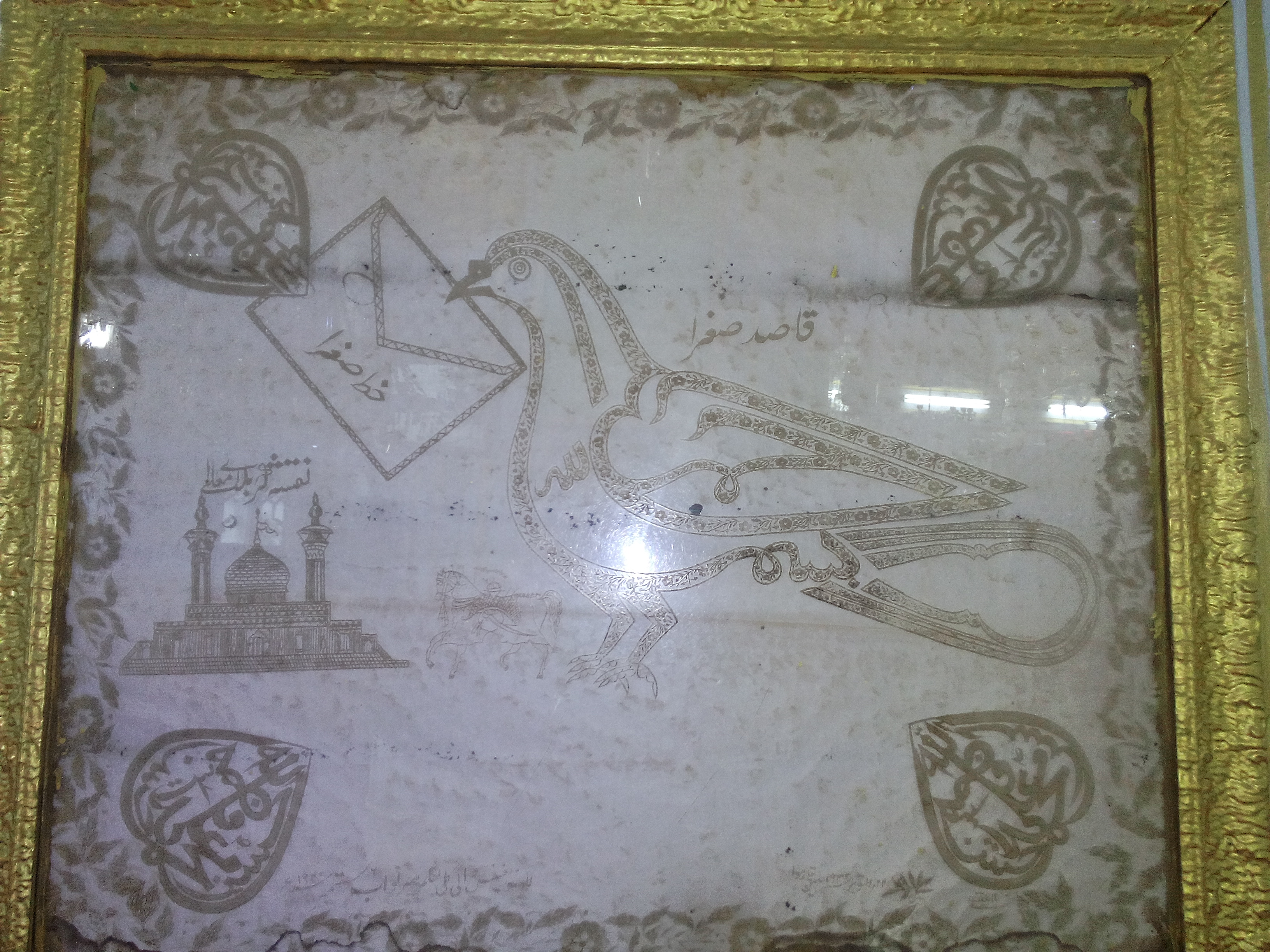
La parola "Allah" scritta in forma di piccione, un esempio di calligrafia islamica
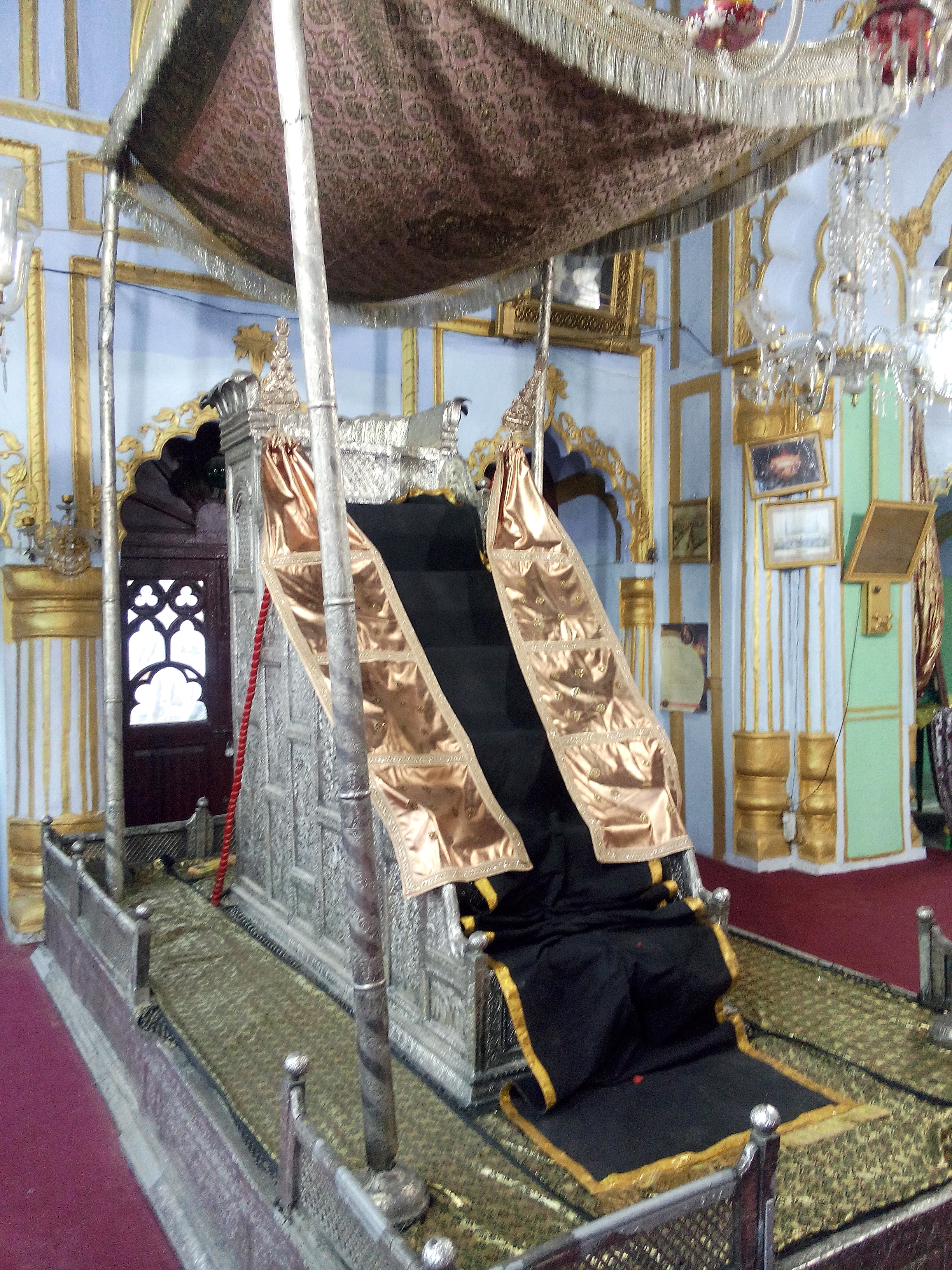
Il trono di Muhammad Ali Shah
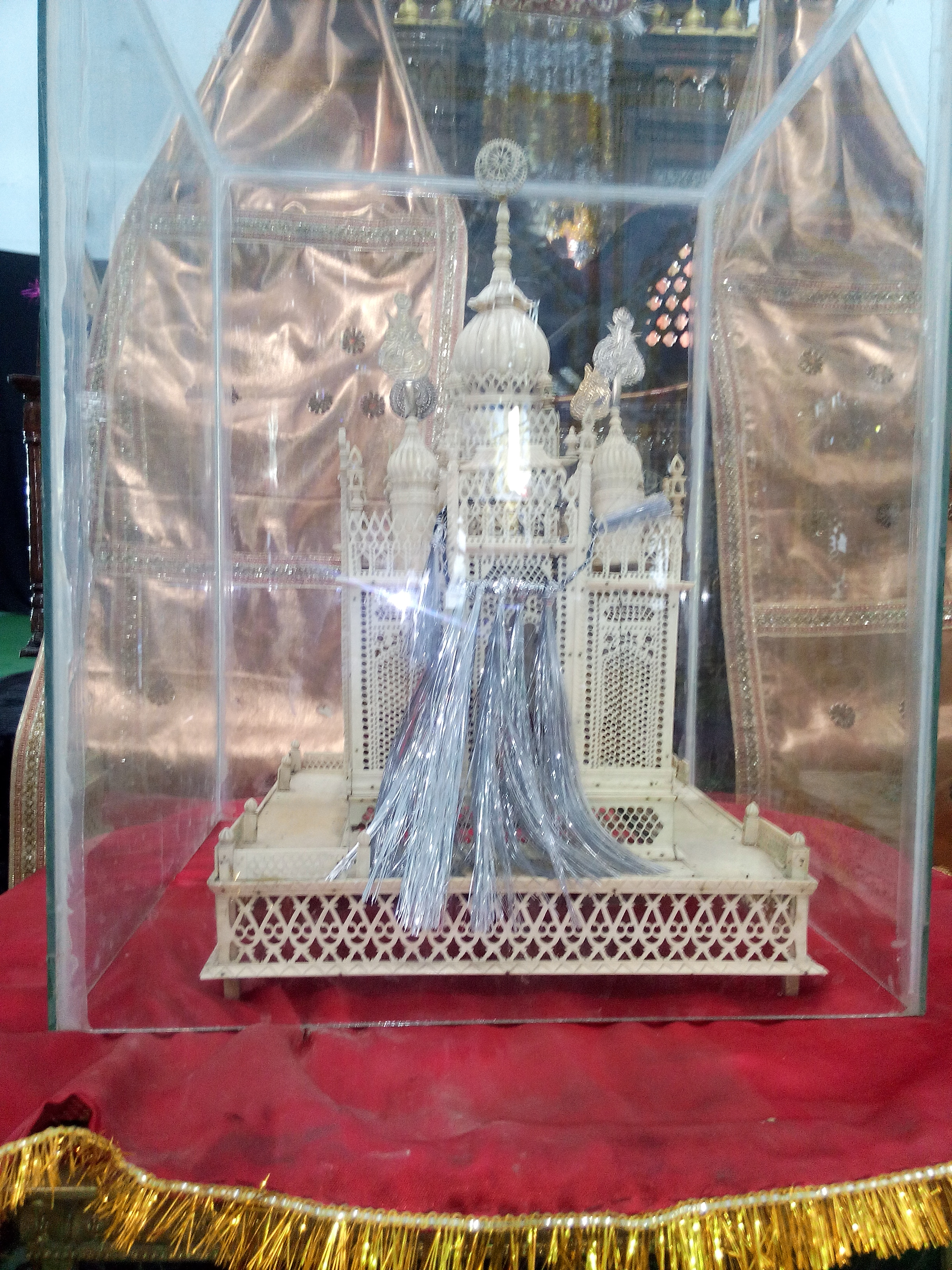
Un modello di Chota Imambara in avorio
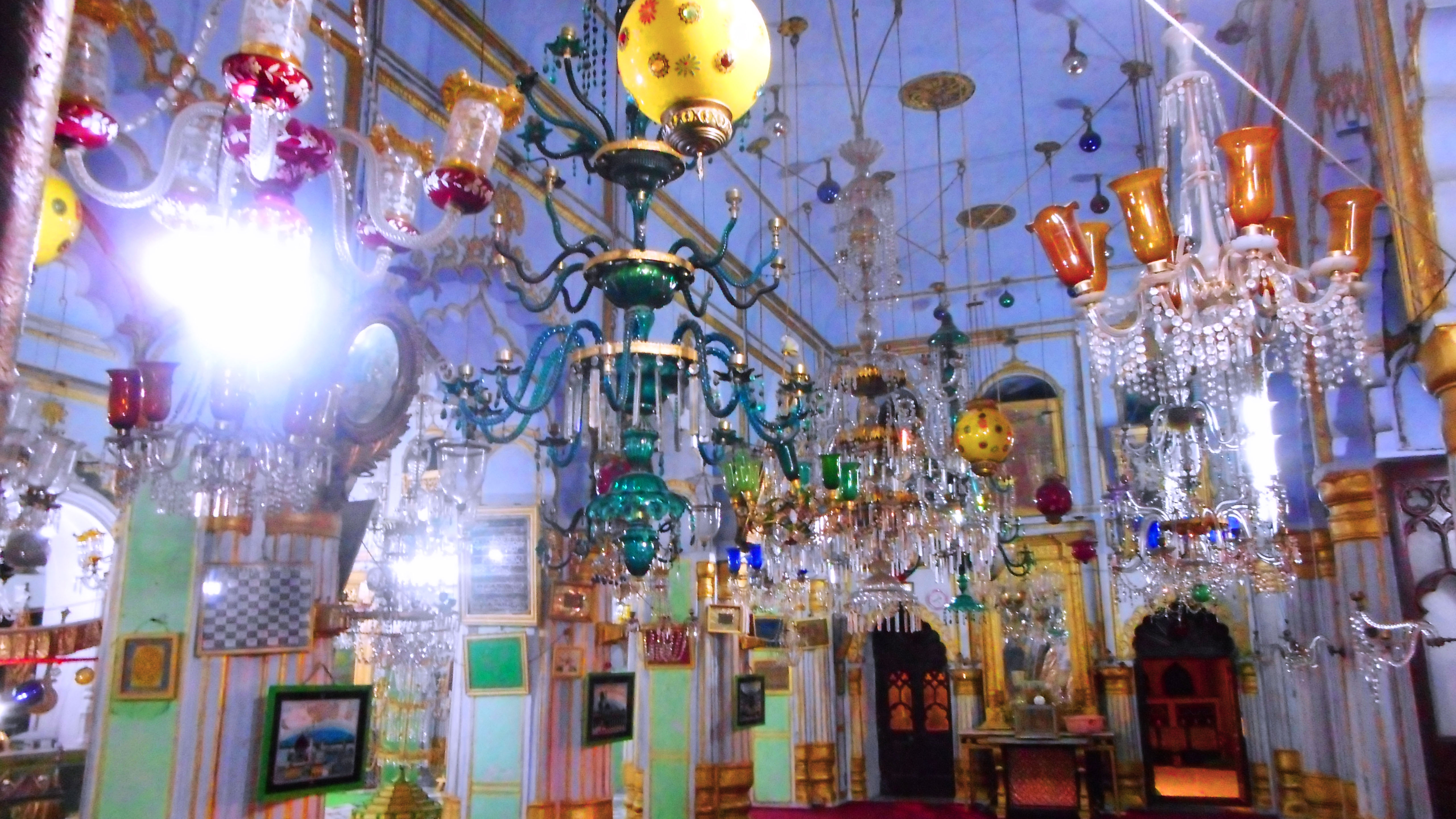
Una collezione di vetri colorati nell'atrio principale